# Sadd-e Masjed Soleymān
Sadd-e Masjed Soleymān (persiska: سدّ مسجد سلیمان) är en dammbyggnad i Iran.   Den ligger i provinsen Khuzestan, i den centrala delen av landet, 400 km söder om huvudstaden Teheran. Sadd-e Masjed Soleymān ligger 349 meter över havet.
Terrängen runt Sadd-e Masjed Soleymān är huvudsakligen kuperad, men åt nordost är den platt. Sadd-e Masjed Soleymān ligger nere i en dal. Runt Sadd-e Masjed Soleymān är det ganska glesbefolkat, med 48 invånare per kvadratkilometer. Närmaste större samhälle är Masjed Soleymān, 13,6 km sydväst om Sadd-e Masjed Soleymān. Omgivningarna runt Sadd-e Masjed Soleymān är i huvudsak ett öppet busklandskap.